# Stefan Islandi
Stefan Islandi, född 6 oktober 1907 i Skagafjord, död 1 januari 1994 i Reykjavik, var en isländsk operasångare. Han var tenor.
Islandi utbildades i Milano från 1930 till 1935 och debuterade som Cavaradossi i Giacomo Puccinis opera Tosca i Florens 1933. Han flyttade till Köpenhamn 1938 och debuterade där som Pinkerton i Puccinis opera Madame Butterfly. Han var anställd på Det Kongelige Teater till 1959. Hans grammofoninspelning av duetten i Georges Bizets opera Pärlfiskarna, tillsammans med Henry Skjær, var ett återkommande inslag i det danska önskeprogrammet Giro 413 under 1950-talet och 1960-talet. 
Islandi var gift med sångaren Else Brems från 1940 till 1949. Han var riddare av Dannebrogeorden. 